# Gilles Villeneuve
Joseph Gilles Henri Villeneuve, född 18 januari 1950 i Richelieu i Québec, död 8 maj 1982 i Zolder i Belgien, var en kanadensisk racerförare. Han är bror till racerföraren Jacques Villeneuve (född 1953) och far till racerföraren Jacques Villeneuve.

## Racingkarriär
Gilles Villeneuve tävlade i formel 1 och kom som bäst tvåa i formel 1-VM 1979. Han skadades livshotande i en olycka under sista varvet vid kvalificeringen till Belgiens Grand Prix 1982. Han avled senare på dagen på sjukhuset av sina skador. 
Formel 1-banan Circuit Gilles Villeneuve i Montréal är uppkallad efter Gilles Villenueve.

## F1-karriär
| Säsong                | Stall/Tillverkare     | Placering             | Lopp | Poäng | Etta | Tvåa | Trea | Pole | Varv |
| --------------------- | --------------------- | --------------------- | ---- | ----- | ---- | ---- | ---- | ---- | ---- |
| 1977                  | McLaren-Ford Ferrari  | -                     | 1 2  |       |      |      |      |      |      |
| 1978                  | Ferrari               | 10                    | 16   | 17    | 1    |      | 1    |      | 1    |
| 1979                  | Ferrari               | 2                     | 15   | 47    | 3    | 4    |      | 1    | 6    |
| 1980                  | Ferrari               | 13                    | 14   | 6     |      |      |      |      |      |
| 1981                  | Ferrari               | 7                     | 15   | 25    | 2    |      | 1    | 1    | 1    |
| 1982                  | Ferrari               | 15                    | 5    | 6     |      | 1    |      |      |      |
| Sammanlagt 6 säsonger | Sammanlagt 6 säsonger | Sammanlagt 6 säsonger | 68   | 101   | 6    | 5    | 2    | 2    | 8    |

| 1. Kanada 1978 2. Sydafrika 1979 3. USA West 1979 4. USA East 1979 5. Monaco 1981 6. Spanien 1981 |

| 1. Frankrike 1979 2. Österrike 1979 3. Italien 1979 4. Kanada 1979 5. San Marino 1982 |

| 1. Österrike 1978 2. Kanada 1981 |

| 1. USA West 1979 2. San Marino 1981 |

| 1. Argentina 1978 2. Sydafrika 1979 3. USA West 1979 4. Spanien 1979 5. Belgien 1979 6. Tyskland 1979 7. Nederländerna 1979 8. San Marino 1981 |

| 1. Las Vegas 1981 2. USA West 1982 |